# LilacSat-1
LilacSat-1 (chinesisch 紫丁香一號 / 紫丁香一号, Pinyin Zǐdīngxiāng Yīhào) ist ein chinesischer Amateurfunksatellit. Er wurde von Studenten der Polytechnischen Universität Harbin (HIT) entwickelt und gebaut. Es ist ein 2U-CubeSat. LilacSat-1 dient der Ausbildung, der Erforschung der oberen Atmosphäre und der Technologieerprobung. Der Satellit ist Teil der QB50-Konstellation und trägt hier die Bezeichnung QB50-CN02.
LilacSat-1 trägt drei Nutzlasten:
- einen Ionen-Neutral-Massenspektrometer INMS (die Standard-Nutzlast der QB50-Missionen zur Erforschung der oberen Atmosphäre)
- einen V/U Digipeater
- eine Infrarotkamera

LilacSat-1 ist offen zur Nutzung durch Funkamateure weltweit. Jeder lizenzierte Funkamateur kann Kommandos an den Satelliten senden und so Bilder und Daten herunterladen. Die Frequenzen wurden von der IARU koordiniert.

## Mission
Der Satellit wurde am 18. April 2017 mit einer Atlas-V-401-Rakete, an Bord von Cygnus OA-7, gemeinsam mit weiteren 39 Satelliten von Cape Canaveral AFS Launch Complex 41 in Florida gestartet und zur ISS gebracht. Von dort aus wurde der Satellit am 25. Mai 2017 ausgesetzt. Die Design-Lifetime soll drei Monate (beginnend von der Aussetzung bis zum Wiedereintritt in die Atmosphäre) betragen.

## Frequenzen
- Uplink (FM) 145,985 MHz mit 67 Hz CTCSS (PL-Ton)
- Downlink Codec2 9600 bps BPSK Downlink 436,510 MHz und 437,985 MHz
- Rufzeichen: ON2CN